# Eblisia speculipyga
Eblisia speculipyga är en skalbaggsart som först beskrevs av Sylvain Auguste de Marseul 1879.  Eblisia speculipyga ingår i släktet Eblisia och familjen stumpbaggar. Inga underarter finns listade i Catalogue of Life.